# سان مارتينو فالي كاودينا
سان مارتينو فالي كاودينا هى واحدة من البلديات او الكومونات (كومونى بالإيطالية) التابعة لمقاطعة أفيلينو، في منطقة كامبانيا. يبلغ عدد سكانها 4,757 نسمة وفقًا لتعداد عام 2022، وتمدد على مساحة 22,92كم²، ولديهم كثافة سكانية تبلغ 207,55 نسمة/كم².تحدها بلديات أفيلّا، تشيرفينارا، روكاباشيرانا، مونتيساركو، وبانارانو، حيث تنتمي البلديتان الأخيرتان إلى مقاطعة بينيفنتوي.

## روابط خارجية
- سان مارتينو فالي كاودينا.
- الموقع الرسمي لبرو لوكو.